# 三英里 (北卡羅萊納州)
三英里（英語：Three Mile）是位於美國北卡羅萊納州埃弗里縣的非建制地區。

## 歷史
三英里的郵局於1939年設立，其後於1967年停運。

## 地理
三英里所處的海拔為高於海平面881米（即2890英呎），而該地所採用的時區為UTC-5，即北美东部时区（EST）。同時該地設有夏令時間，為UTC-5調快一小時，即UTC-4（EDT）。